# Hannah Cowley
Hannah Cowley, all'anagrafe Hannah Parkhouse (Tiverton, 14 marzo 1743 – Tiverton, 11 marzo 1809) è stata una drammaturga inglese.
Le sue opere persero di popolarità e furono rappresentate solo di rado dopo la fine del XVIII secolo, ma Hannah Cowley fu una delle autrici teatrali più popolari della sua epoca e la sua opera è stata paragonata favorevolmente a quella di Oliver Goldsmith e Richard Brinsley Sheridan.

## Biografia
Hannah Parkhouse nacque nel Devon nel 1743, figlia di Hannah Richards e Philip Parkhouse. Sposò Thomas Cowley nel 1768 o nel 1772 e la coppia ebbe tre o quattro figli. Poco dopo il matrimonio, i Cowley si trasferirono a Londra.
L'introduzione della sua opera omnia pubblicata nel 1813 racconta un aneddoto secondo cui Hannah decise di dedicarsi alla scrittura mentre si trovava a teatro con il marito e, meravigliandosi del successo dell'opera, affermò che lei stessa avrebbe potuto fare di meglio; il marito l'avrebbe sfidata a farlo e il giorno seguente Hanna scrisse il primo atto di quella che sarebbe diventata la commedia The Runaway. Terminato il manoscritto, lo inviò a David Garrick, che mise in scena l'opera al Theatre Royal Drury Lane per diciassette rappresentazioni a partire dal 15 febbraio 1776.
Forte del successo ottenuto, nello stesso anno scrisse anche la farsa Who's The Dupe? e la tragedia Albina, Countess Raimond. Tuttavia, il ritiro di Garrick rallentò la carriera della Cowley: il suo successore Richard Brinsley Sheridan decise di non riproporre The Runaway e il Covent Garden Theatre rifiutò di rappresentare Albinia; Sheridan accettò il manoscritto di Who's The Dupe?, ma non lo portò al debutto fino alla primavera del 1779. Intanto nel 1777 e 1779 il Covent Garden ospitò le prime rappresentazioni rispettivamente di Percy e The Fatal Falsehood di Hannah More, che Cowley ritenne un plagio della sua tragedia Albina; per quanto Hannah More abbia negato le accuse, non scrisse più per il teatro dopo lo scandalo. Albina sarebbe stata rappresentata per la prima volta nell'estate 1779 all'Haymarket Theatre.
Nel 1780 portò al debutto The Belle's Stratagem, che si rivelò essere il suo capolavoro: la commedia sarebbe stata rappresentata 28 volte durante la stagione e altre novanta volte prima della fine del secolo. L'anno seguente tentò di replicare il successo con The World as it Goes; or, a Party at Montpelier, ma la commedia fu un fiasco di critica e pubblico. Avrebbe scritto altre sette opere nei quattordici anni successivi, anche se nessuna eguagliò i suoi primi successi: A Bold Stroke for a Husband (1783), More Ways Than One (1783), A School for Greybeards (1786), The Fate of Sparta (1788), A Day in Turkey (1791) e The Town Before You (1794). In questi anni si dedicò anche alla poesia e fu autrice di The Scottish Village (1786) e The Siege of Acre (1801), anche se l'attività poetica non fu mai all'altezza di quella teatrale.
Nel 1783 il marito Thomas accettò un lavoro con la compagnia delle Indie Orientali e si trasferì in India, lasciando moglie e figli a Londra; sarebbe morto nel 1797, senza mai tornare in Inghilterra. Nel 1801 Hanna Cowley tornò nel Devon, ove morì nel 1809  per insufficienza epatica.

## Opere
- The Runaway (1776)
- Who's the Dupe? (1779)
- Albina, Countess Raimond (1779)
- The Belle's Stratagem (1780)
- The World as it Goes (1781)
- Which is the Man? (1782)
- A Bold Stroke for a Husband (1783)
- More Ways Than One (1783)
- A School for Greybeards (1786)
- The Fate of Sparta (1788)
- A Day in Turkey (1791)
- The Town Before You (1794)